# سازمان اجرای قانون
سازمان اجرای قانون (انگلیسی: Law enforcement agency) هر سازمان دولتی است که مسئول اجرای قانون در یک حوزه قضایی خاص از طریق استخدام و استقرار مأموران اجرای قانون و منابع آنها است. رایج‌ترین نوع سازمان اجرای قانون، پلیس است، اما اشکال مختلف دیگری نیز وجود دارد، از جمله سازمان‌هایی که بر تخلفات قانونی خاص تمرکز دارند یا توسط مقامات خاصی سازماندهی و نظارت می‌شوند. سازمان‌های اجرای قانون معمولاً از اختیارات و حقوق قانونی مختلفی برای انجام وظایف خود مانند قدرت دستگیری و استفاده از زور، برخوردارند.
حوزه قضایی یک سازمان اجرای قانون محلی اغلب به دلایل اداری و لجستیکی، از نظر جغرافیایی به مناطق عملیاتی تقسیم می‌شود. یک منطقه عملیاتی اغلب به عنوان فرماندهی، بخش یا دفتر نامیده می‌شود و در محاوره، این مناطق به عنوان حوزه‌های عملیاتی شناخته می‌شوند.
در حالی که منطقه عملیاتی یک سازمان اجرای قانون گاهی اوقات به عنوان حوزه قضایی آن سازمان شناخته می‌شود، این سازمان معمولاً در تمام مناطق جغرافیایی که در آن فعالیت می‌کند، اختیار قانونی دارد. با این حال، طبق سیاست و توافق متقابل، عملیات آن عموماً به منطقه تعیین شده خود محدود می‌شود و به سایر مناطق عملیاتی سازمان گسترش نمی‌یابد. به عنوان مثال، از سال ۲۰۱۹، خط مقدم یا پلیس منطقه‌ای پلیس کلانشهر بریتانیا به ۱۲ واحد فرماندهی پایه تقسیم شده است که هر کدام شامل دو، سه یا چهار بخش لندن هستند، در حالی که اداره پلیس شهر نیویورک به ۷۷ حوزه تقسیم شده است.